# Keeper of the Seven Keys, Part 1
Keeper of the Seven Keys, Part 1 drugi je studijski album njemačkog sastava Helloween. Smatra se jednim od najboljih albuma Helloweena i power metala općenito te po mnogima taj album predstavlja rođenje tog novog glazbenog smjera.

## Popis pjesama
1. "Initiation" - 1:21
2. "I'm Alive" - 3:23
3. "A Little Time" - 3:59
4. "Twilight of the Gods" - 4:29
5. "A Tale That Wasn't Right" - 4:42
6. "Future World" - 4:02
7. "Halloween" - 13:18
8. "Follow the Sign" - 1:46